# Prevenchièiras
Prevenchièiras (en francès Prévenchères) és un municipi francès situat al departament del Losera i a la regió d'Occitània.